# Samsung Galaxy A20s
O Samsung Galaxy A20s é um smartphone Android desenvolvido e fabricado pela Samsung Electronics. Faz parte da série Galaxy A, que é voltada para o mercado intermediário. A empresa divulgou este telefone em 23 de setembro de 2019 e o lançou em 5 de outubro do mesmo ano para o público em geral. A Samsung descontinuou o celular e não o vende desde 16 de janeiro de 2023.[carece de fontes?]

## Software
O smartphone sai de fábrica com sistema operacional móvel Android 9 com a interface One UI Core 1.0 da Samsung.